# 鈴木五六

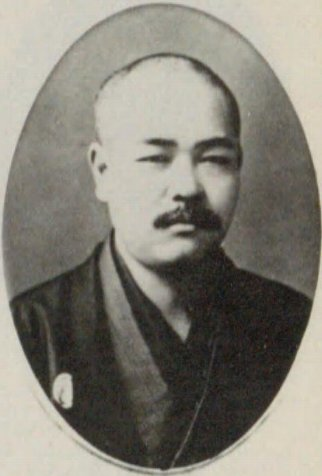
鈴木五六

鈴木 五六（すずき ごろく、1883年（明治16年）11月21日 - 1932年（昭和7年）11月27日）は、日本の衆議院議員（立憲政友会）、弁護士。

## 経歴
愛知県渥美郡赤羽根村（現在の田原市）出身。1902年（明治35年）、東京法学院（現在の中央大学）を卒業。司法官試補を務めた後、弁護士を開業した。
豊橋市会議員に選出され、同参事会員、同副議長を務めた。さらに愛知県会議員、同郡部会議長、同議長を務めた。
1928年（昭和3年）、第16回衆議院議員総選挙に出馬し、当選した。